# Rolf Johannessen
Pour les articles homonymes, voir Johannessen.
Rolf Johannessen, né le 15 mars 1910 en Norvège et mort le 2 février 1965, est un joueur international de football norvégien, qui évolue en tant que défenseur.

## Biographie

### Club
Il évolue tout d'abord au Lisleby FK (en).
Il rejoint ensuite le club de Fredrikstad FK avec qui il remporte la coupe de Norvège en 1935, 1936, 1938 et 1940 ainsi que le championnat de Norvège en 1938 et 1939.

### International
Il joue en tout 20 matchs avec l'équipe A de Norvège. Il est connu pour avoir participé à la coupe du monde 1938 en France.